# Thor (satellite)
Pour les articles homonymes, voir Thor (homonymie).
Thor (précédemment connu sous le nom de Marcopolo) est une famille de satellites de communication conçue, lancée et testée par Hughes Space and Communications (maintenant partie de Boeing Satellite Systems) pour British Satellite Broadcasting (BSB), et utilisée pour le service de diffusion directe britannique. Thor est la propriété de Telenor. Marcopolo 1 a été lancé le 27 août 1989 lors du 187e lancement d'une fusée Delta, et Marcopolo 2 a été lancé le 17 août 1990, sur une fusée Delta II. Les deux satellites étaient basés sur la plateforme satellite HS-376.  
Bien que les satellites aient fonctionné comme prévu, BSBa fusionné avec Sky Television pour former British Sky Broadcasting, et les satellites BSB ont été vendus et renommés. Cela a également entraîné l'obsolescence de l'antenne de réception satellite Squarial, qui était conçue pour fonctionner uniquement avec Thor 1.

## Marcopolo 1 (Sirius 1/Sirius W)
Sirius W, précédemment connu sous le nom de Sirius 1, a été lancé le 27 août 1989. C'était le premier satellite de Hughes Space and Communications. Marcopolo 1 a été vendu en décembre 1993 à Nordic Satellite AB de Suède et a été exploité jusqu'en 2000 sous le nom de Sirius 1 à 5° est. Il a ensuite été déplacé à 13° ouest et renommé Sirius W. Il disposait de cinq transpondeurs en bande Ku.

## Thor 2
Thor 2 a été lancé le 21 mai 1997 et a été retiré en 2008 bien qu'il soit resté en orbite géostationnaire inclinée jusqu'en janvier 2013, date à laquelle il a été désorbité vers l'orbite cimetière. Il pèse 1467 kg et possède 15 transpondeurs en bande Ku, avec trois de réserve, alimentés par des amplificateurs à tube à ondes progressives (TWTA) de 40 watts.  

## Thor 3
Thor 3 (le "3" est officiellement "III") était un satellite utilisé par Canal Digital dans les régions nordiques pour les services DTH. Il a été lancé le 9 juin 1998 avec une durée de vie prévue de 12 ans et était situé à 0,8°O. Il possédait 14 transpondeurs actifs en bande Ku, alimentés par des amplificateurs à tube à ondes progressives (TWTA) de 47 watts. Le satellite était destiné à la Scandinavie, à l'Europe de l'Est et à certaines parties de l'Europe centrale. Thor 3 n'est plus en service et a été déplacé vers son orbite cimetière en 2019. Thor 3 a été remplacé par Thor 6 en juin 2010.

## Intelsat 10-02 (Thor 10-02)
Intelsat 10-02 a été lancé le 16 juin 2004, situé à 1° ouest, et était dirigé vers Europe centrale et le Moyen-Orient.

## Thor 5
Thor 5 a été lancé le 11 février 2008. Il avait d'abord été prévu que le satellite s'appelle Thor 2R, mais Telenor l'a nommé Thor 5. Il dispose de 24 transpondeurs actifs en bande Ku.

## Thor 6
Thor 6, construit par Thales Alenia Space, a été lancé depuis le Centre spatial guyanais le 29 octobre 2009. Telenor Satellite Broadcasting a annoncé le 15 décembre que Thor 6 avait terminé tous les tests nécessaires en orbite et au sol et commencerait ses services commerciaux fin décembre.
Thor 6 possède 36 transpondeurs en bande Ku. Il fournit des services de télévision directe par satellite depuis la position orbitale 0,8°O. Il a remplacé Thor 3.

## Thor 7
Thor 7 a été construit par SSL. Il a été lancé avec succès par Arianespace depuis le centre spatial de Kourou le 26 avril 2015. Il servira principalement les clients maritimes et aura une capacité totale de 9 Gbit/s. Il a été lancé en tandem avec le satellite de défense italien et français Sicral 2.